# Sailly (Yvelines)
Sailly è un comune francese di 379 abitanti situato nel dipartimento degli Yvelines nella regione dell'Île-de-France.

## Società

### Evoluzione demografica
Abitanti censiti